# Berglen
Berglen település Németországban, azon belül Baden-Württembergben. Lakosainak száma 6729 fő (2023. december 31.).

## Népesség
A település népessége az elmúlt években az alábbi módon változott:
| Lakosok száma | 4829 | 5995 | 6317 | 6387 | 6556 | 6723 | 6729 |
|               | 1975 | 2014 | 2017 | 2019 | 2021 | 2022 | 2023 |

## Híres személyek
- Johann Georg Hildt (1785–1863) építész
- Hansel Mieth (1909–1998) német-amerikai fotoriporter